# Twisted Colossus
Twisted Colossus in Six Flags Magic Mountain (Valencia, Kalifornien, Vereinigte Staaten) ist eine Quasi-Möbius-Stahlachterbahn des Herstellers Rocky Mountain Construction, die am 22. Mai 2015 eröffnete. Sie ist ein Umbau von Colossus, die vorher an derselben Stelle stand. Twisted Colossus nutzt zum Teil noch die Stützen von Colossus.
Im Gegensatz zu klassischen Möbius-Achterbahnen, bei denen die Strecke durch eine zweite Station unterbrochen ist, schließt sich bei Twisted Colossus nach dem ersten Teil der Fahrt keine Station an, sondern der zweite Teil der Strecke.

## Züge
Twisted Colossus besitzt Züge mit jeweils sechs Wagen. In jedem Wagen können vier Personen (zwei Reihen à zwei Personen) Platz nehmen.